# Virgilio Mattoni
Pour les articles homonymes, voir Mattoni.
Virgilio Mattoni de la Fuente, né le 30 janvier 1842 à Séville et mort le 22 janvier 1923 dans la même ville, est un peintre espagnol historiciste et réaliste post-romantique.

## Biographie

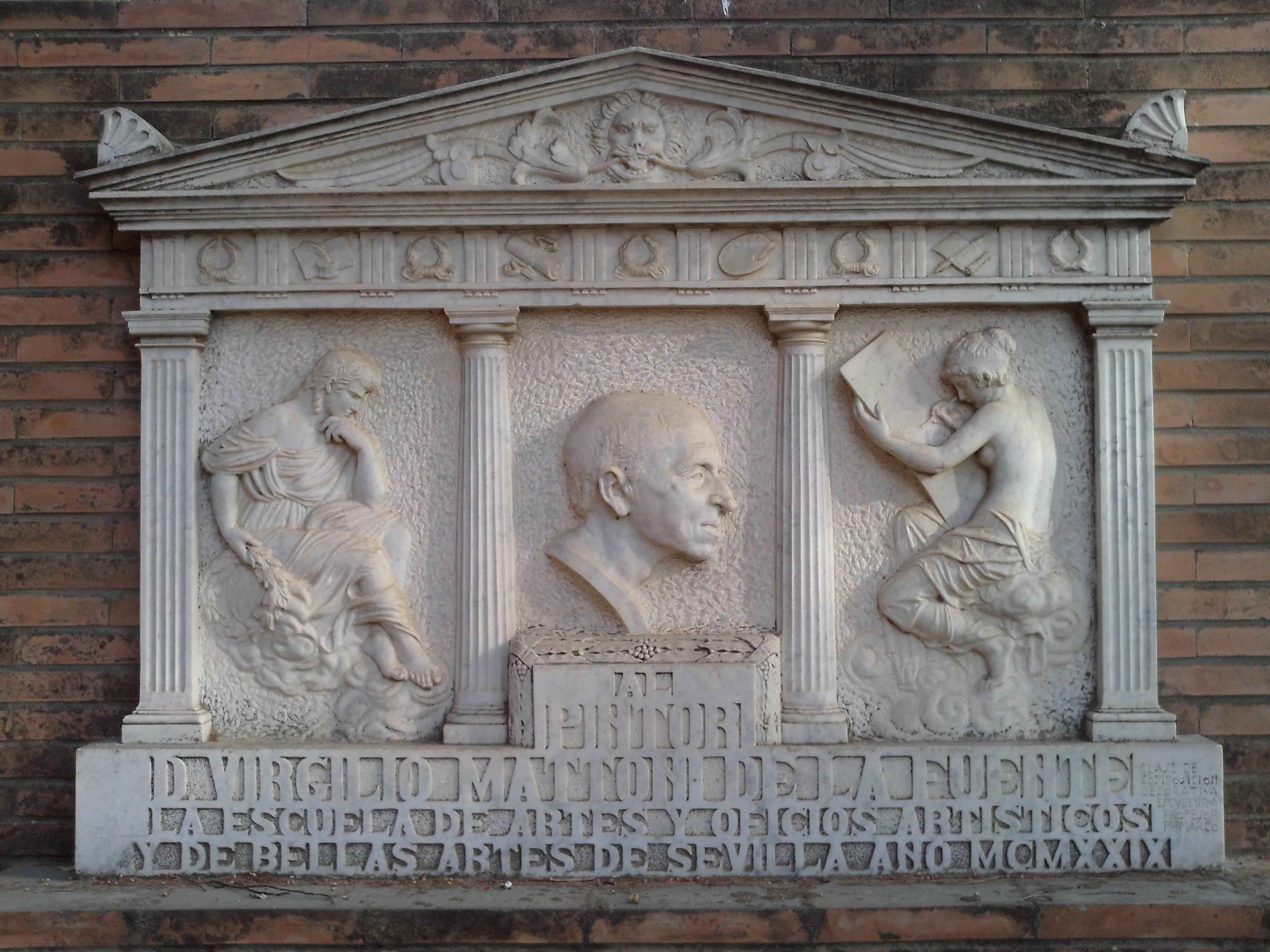
Relief dédié à Virgilio Mattoni à l'École d'art de Séville.

Virgilio Mattoni est le fils de Felipe Mattoni et de María Lutgarda de la Fuente. Il naît le 30 janvier 1842 dans le quartier de Santa Cruz à Séville. Il développe une grande appréciation pour ce quartier et y vit toute sa vie. Il est baptisé dans l'église d'El Sagrario, qui fait partie de la cathédrale de Séville. Il suit une formation à l'École provinciale des beaux-arts de Séville de 1856 à 1868, où il est l'élève d'Eduardo Cano de la Peña et de Joaquín Domínguez Bécquer,. Entre mai et décembre 1870, il a son atelier de peinture à l'Alcazar de Séville.
À l'âge de 30 ans, il termine ses études à l'Accademia Chigi de Rome entre 1872 et 1874, où il entre en contact avec d'autres artistes espagnols tels que José Villegas, José Jiménez Aranda et José García Ramos, également peintres sévillans, qui le présentent à Marià Fortuny. Il revient en 1874 en Espagne, retourne dans le quartier de Santa Cruz de sa ville et, entre décembre 1875 et avril 1876, il installe son atelier de peinture au numéro 15 du Patio de Banderas. Il le déplace ensuite dans la Calle Maese Rodrigo, puis dans la Calle Cruces, au numéro 7.
Il prend part aux expositions nationales de 1881 et 1887. Cette année, il est nommé académicien des beaux-arts de Séville.
En 1886, l'Académie royale des beaux-arts Saint-Ferdinand à Madrid choisit Virgilio Mattoni comme académicien à part entière,. Cette nomination fait également de lui un membre de la Commission provinciale du patrimoine. La même année, il conçoit un autel portable pour les services de culte de la Virgen de la Paz dans la paroisse de Santa Cruz. En 1887, il est choisi comme académicien de la section de peinture de l'École provinciale des beaux-arts de Séville. En 1914, il est nommé à la chaire de dessin de l'école.
En 1896, l'artiste propose au gouvernement d'appeler l'école l'Académie de Sainte-Élisabeth de Hongrie, en souvenir de l'époque où elle fut rebaptisée Académie royale des Beaux-Arts de Sainte-Élisabeth lors de sa constitution en patronage royal en 1843 par Isabelle II. Ce nom est perdu lorsque l'institution devient une école au sein de l'université de Séville. Le nom "de Santa Isabel de Hungría" est ajouté à l'institution en 1921. Dans la première moitié du XXe siècle, l'Académie de Sainte Isabelle de Hongrie est refondée en tant qu'institution indépendante de l'Université de Séville et avec le même règlement que l'École royale des beaux-arts de San Fernando. En 1921, cette institution indépendante est rebaptisée Académie royale de Sainte-Élisabeth de Hongrie, à la demande de José Sebastián Bandarán.
En 1896, il est nommé secrétaire de l'École provinciale des Beaux-Arts par le recteur de l'Université de Séville, à laquelle il est attaché.
En octobre 1900, il obtient la chaire d'applications du dessin artistique aux arts décoratifs à la même école des Beaux-Arts. En 1903, il reprend la chaire de composition décorative et en 1906 la chaire d'étude des formes de la nature et de l'art.
En 1907, le chapitre de la cathédrale charge une commission composée de Virgilio Mattoni, Joaquín Bilbao, José Gestoso et d'autres artistes d'évaluer les peintures de la cathédrale afin de modifier l'emplacement des plus précieuses.
En 1916, il quitte son poste de secrétaire de l'École des beaux-arts car il est occupé par d'autres activités artistiques. En 1917, il est nommé directeur de l'école des arts, des industries et des beaux-arts.
Il est ami avec les écrivains Miguel Rodríguez Seisdedos, Cecilia Böhl de Faber y Larrea et Antonia Díaz Fernández de Lamarque et son mari, José Lamarque de Novoa. Il participe à des rassemblements dans la maison du peintre José Sebastián Valladares, au numéro 8 de la Calle Pimienta. Ceux-ci sont régulièrement fréquentés par Luis Lerdo de Tejada, assistant du Duc et de la Duchesse de Montpensier. Pendant un certain temps, Virgilio Mattoni a son atelier dans une pièce du palais de San Telmo, où vit le duc de Montpensier.
Il meurt en 1923. À sa mort, Francisco Marco lui fait un masque mortuaire. Marcus et ses disciples réalisent une dalle en marbre italien à sa mémoire, avec au centre le buste de Virgile flanqué de deux figures allégoriques de la peinture et de la littérature. Cette pierre tombale est placée dans l'école des beaux-arts.
Le conseil municipal donne son nom à une rue du quartier de Cerro del Águila.

## Travail

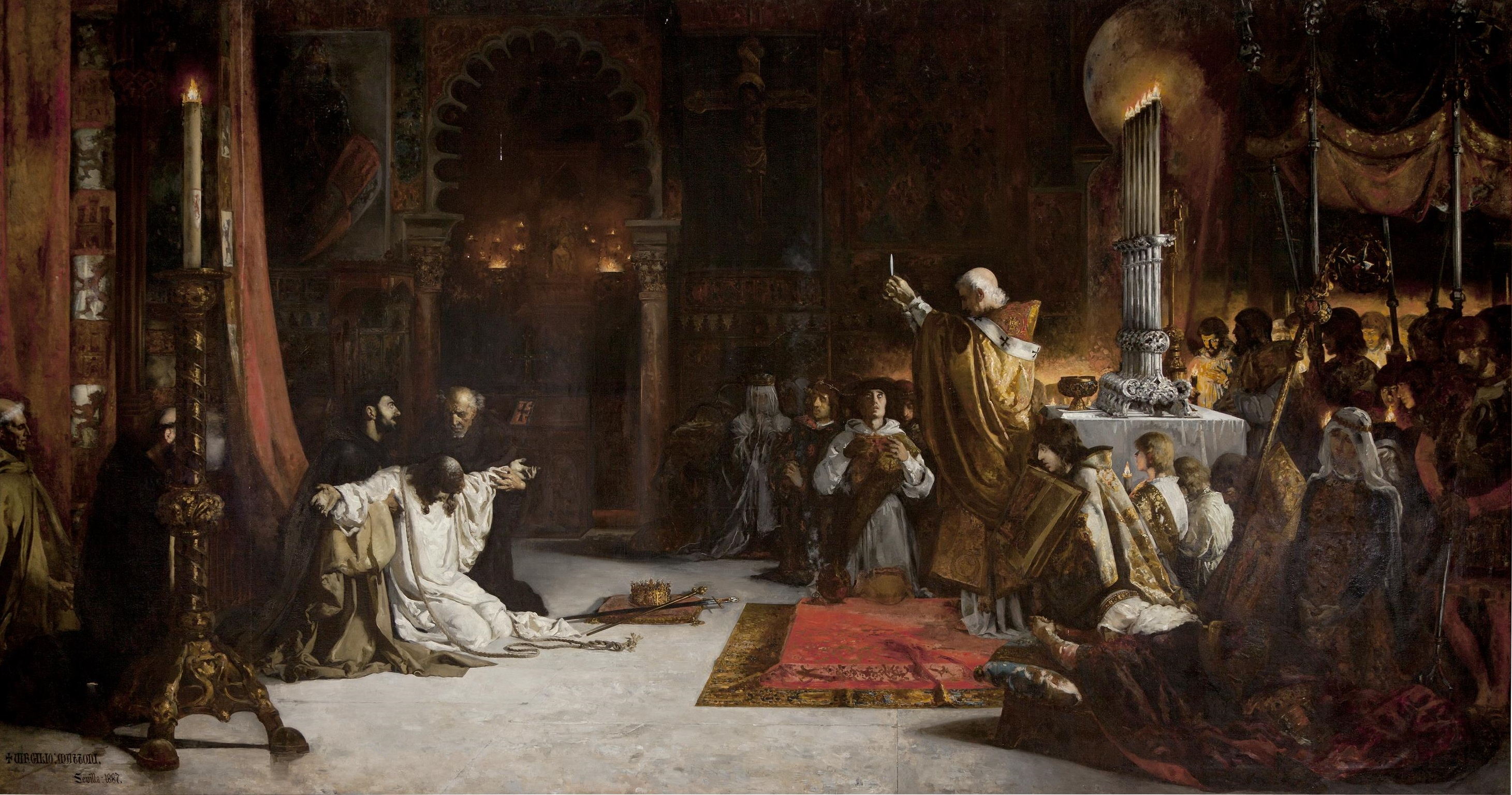
Les derniers jours de Ferdinand III le Saint. 1887.

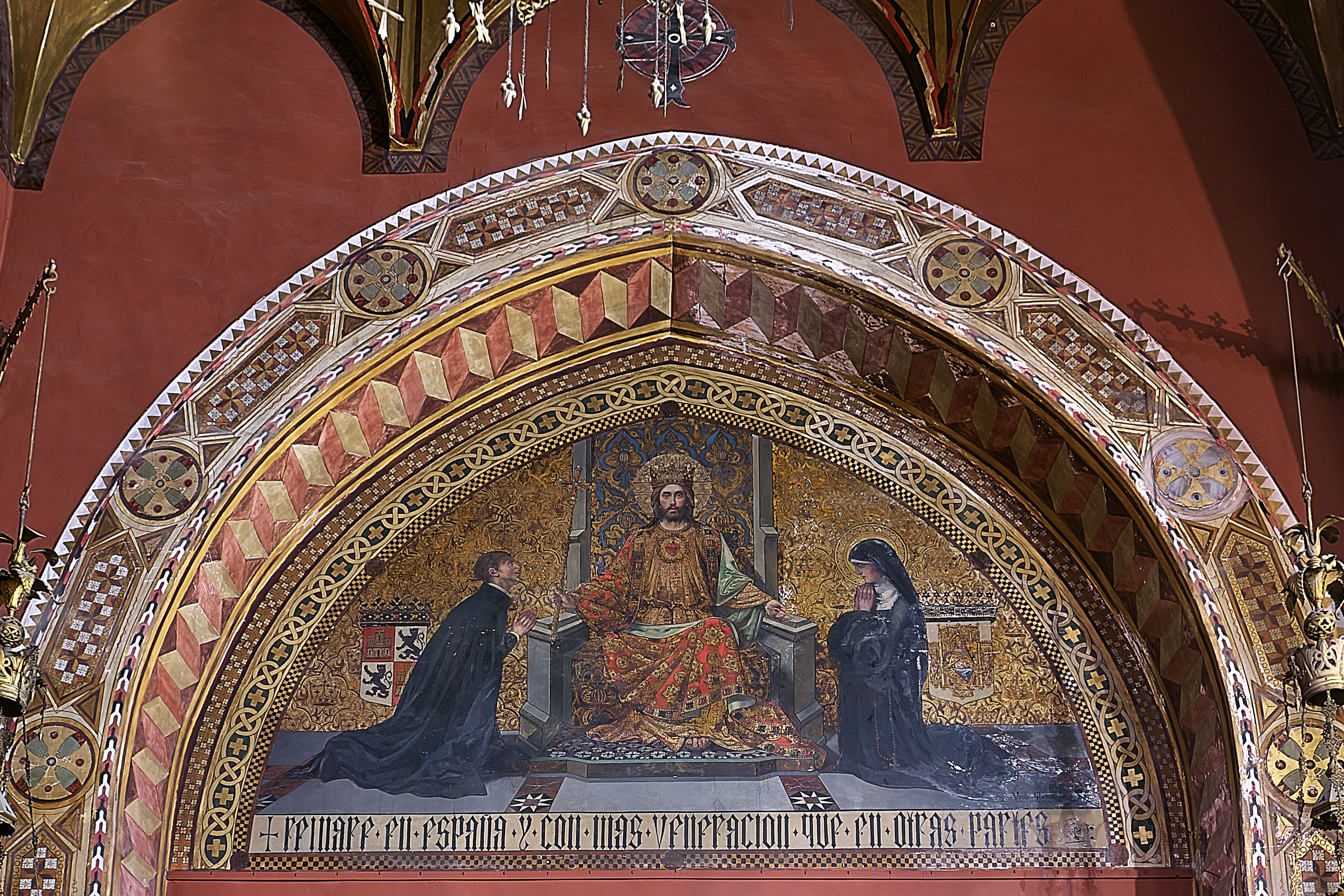
Cristo Rey, Église de San Andrés (Séville).

Il peint des portraits, des genres historiques et des sujets religieux. Son style académique est parfois proche des tendances modernistes. Il publie quelques articles dans la presse locale sur l'histoire de l'art. Parmi ceux-ci figurent l'article Sevilla en sus pintores et son étude sur le retable de San Bartolomé dans la cathédrale de Séville, tous deux datant de 1920.
Virgilio Mattoni est un peintre espagnol historiciste et réaliste post-romantique.
Il peut être considéré comme l'un des plus fidèles défenseurs d'une forme d'art régionale.
En 1881, il reçoit la deuxième médaille de l'Exposition nationale des beaux-arts pour son tableau Les thermes de Caracalla, qu'il a peint à Rome. En 1887, il reçoit la médaille de deuxième classe à l'Exposition nationale des beaux-arts pour son tableau Las postrimerías de Fernando III el Santo.
Ses principales œuvres d'art sacré sont :
- 1868. San Jerónimo. Musée des Beaux-Arts de Séville. Copie d'une œuvre du XVe siècle du monastère de San Isidoro del Campo, Santiponce[18].
- 1868. Santa Catalina. Musée des Beaux-Arts de Séville. Copie d'une œuvre du XVe siècle du monastère de San Isidoro del Campo, Santiponce[18]
- 1868. Santo obispo. Musée des Beaux-Arts de Séville. Copie d'une œuvre du XVe siècle du monastère de San Isidoro del Campo, Santiponce[18]
- 1891. El Salvador[18].
- 1886. Dessin d'un autel portable destiné à être utilisé lors d'une neuvaine à la Virgen de la Paz dans l'église de Santa Cruz. Séville[19].
- Esquisse représentant un projet de plateforme pour la Virgen de los Reyes. Commande de María Luisa Fernanda de Borbón. Elle se trouve dans la chapelle royale de la cathédrale de Séville[20].
- C. 1874-1888. San Emigdio[21].
- C. 1874-1887. Sainte Elizabeth de Hongrie[21].
- 1894. Le bienheureux Diego de Cádiz. Mur frontal de l'autel de la Virgen de los Dolores. Chapelle de la Virgen de los Dolores dans la cathédrale de Séville[22],[23].
- 1897. Annonciation. Cathédrale de Séville[24].
- 1901. La Sainte Trinité. Autel de la Vierge de Bethléem. Cathédrale de Séville[25],[26].
- 1901. San Pedro[23].
- 1904. Le couronnement de la Vierge. Église de San Andrés. Séville[27].
- Sacré-Cœur de Jésus[23].
- Immaculée Conception[28].
- San Francisco. Église de Los Capuchinos, Séville[22].
- Saint Isidore et Saint Clément. Tablettes du retable principal de l'Hospital de los Venerables Sacerdotes. Séville[22].
- La Trinité et la Vierge. Église de San Andrés. Séville[29].
- Sainte Elisabeth de Hongrie et Saint Clément. Retable latéral de l'église du couvent des Capucins. Séville[30].
- La petite église des Capucines (Los Capuchinos), possède de lui un tableau de saint François d'Assise en extase, « ayant posé à ses pieds une lanterne dont l'éclairage est un petit chef-d'œuvre »[31].
- L'église des Vénérables a de lui un Saint Clément et un Saint Isidore qui en constitue le retable[31].

Ses principaux portraits sont :
- 1887. Autoportrait. Collection de Félix Lacárcel. Séville[32].
- 1888. Cardinal Ceferino González. Bibliothèque Colombina de Séville[33].
- Dédié 1890. Adolfo López Rodríguez. Sculpteur[21].
- 1903. José Lamarque de Novoa. Diplomate. Salle principale de l'alquería del Pilar. Deux sœurs[34].
- 1900. María Dolores Guzmán Vélez Ladrón de Guevara[35].
- 1917. Anselmo Leonardo García y Ruiz. Professeur de philosophie et de lettres à l'université de Séville[36].
- 1919. José Sebastián y Bandarán. Docteur en théologie[36].
- José María Ruiz y García. Chanoine de la cathédrale de Séville et administrateur de l'Hôpital des Vénérables de Sacerdotes[35].
- Cayetano Fernández Cabello. Précepteur de la cathédrale de Séville.
- Sor Bárbara de Santo Domingo. Moniale dominicaine du couvent de Madre de Dios à Séville[36].
- Papa León XIII. Photo de l'archevêché de Séville[37].
- Cardenal Marcelo Spínola y Maestre. Photo de l'archevêché de Séville[38].

Parmi les autres œuvres de cet auteur, citons :
- 1879. Isabelle la Catholique traversant l'une des salles de la cathédrale de Séville. Cette œuvre a été présentée à l'exposition de Cadix de 1879[5].
- 1881. Les thermes de Caracalla. Vente aux enchères chez Christie's en 2002[39].
- 1887. Les derniers jours de Ferdinand III le Saint. Alcazar de Séville : « San Fernando étant à son lit de mort voulut recevoir le viatique et on allait le lui apporter quand il manifesta le désir de se rendre lui-même à la chapelle. Soutenu par deux moines qui l’assistaient dans ses derniers moments, il se traîna jusqu’à l’autel et il rendit l’âme à l'instant même où le prêtre, élevant la sainte hostie, allait la lui présenter. »[31].
- 1895. Autorretato en el estudio del pintor. Sevilla. Colección particular[40].
- 1902. Les thermes de Caracalla. Réplique de l'original de 1881. Dans la première, les colonnes étaient blanches et dans cette copie, les colonnes sont rouges. Mise aux enchères chez Sotheby's en 1998[39].
- 1903. Le paysage urbain. Cette peinture montre une femme étendant des vêtements dans une cour avec des pots de fleurs. Séville. Collection de Francisco Escalant[41].
- 1905. Procession du Saint Viatique dans les jardins de San Telmo. Cette peinture montre l'Infante Maria Luisa dans la procession. Séville. Collection de Manuel Lerdo de Tejada[42].
- Des fiançailles mystiques. Elle représente un couple et est de style néo-byzantin. Séville. Collection de Félix Lacárcel[43].
- Le Prince de Viana. Cette peinture montre le prince sur son trône à côté d'un ecclésiastique. Le peintre Moreno Carbonero a réalisé un tableau sur le même thème. Localisation inconnue[44].
- Étude des enfants anges. C'est un croquis au crayon. Séville. Collection de Bernardo Roca[45].
- Étude de nu. C'est un croquis au crayon. Séville. Collection de Félix Lacárcel[45].
- Le vendeur de tapis[4].
- Maure dans un bazar (ébauche)[4].
- Marchand arabe, huile sur toile, 202 x 102,2 cm, 1889, collection privée[4].
- La leçon de Blason[31]
- Les Thermes de Caracalla[31]

Il y a un carnet de croquis de l'auteur, réalisé en 1892, avec cinq croquis :
- La chapelle. 23 juin au domaine de Lerena. Carrión de los Céspedes.
- Tour mudéjar de la chapelle. Carrión de los Céspedes.
- La fenêtre de ma chambre. Seizième siècle. 24 juin 1892.
- Porte du XVIe siècle. 24 juin.
- Chapelle mudéjar. 24 juin 1892.